# Liste markanter und alter Baumexemplare in Bremen
Die folgende Liste enthält die markantesten und ältesten Bäume in Bremen. Diese sind wegen ihres Alters, Umfang, Höhe, Art oder Varietät besonders.
Viele Orte haben sogenannte tausendjährige Eichen oder Linden, die bei näherer Untersuchung diesen Anspruch meist nicht erfüllen. Die Altersdaten beruhen meist auf Schätzung oder Überlieferung, nur wenige einzelne Bäume sind anhand von Quellen oder Kernbohrung verlässlich altersbestimmt (siehe auch Altersbestimmung von Bäumen).
Siehe auch Kategorie Einzelbaum in der Freien Hansestadt Bremen.
| Bild | Name                                       | Gattung/Art                                                       | Stamm- umfang (in 1,3 m Höhe) | Höhe (m)                   | ungefähres Alter (Jahre)     | Standort                                      | Stadtteil     | Besonderheiten |
| --- | ------------------------------------------ | ----------------------------------------------------------------- | ----------------------------- | -------------------------- | ---------------------------- | --------------------------------------------- | ------------- | --- |
| Baum-Hasel am Herdentor (2013) | Baum-Hasel am Herdentor                    | Haseln (Corylus)/ Baum-Hasel Corylus colurna                      | 3,78 m in 80 cm Höhe (2022)   | 12 m                       | 223 gepflanzt 1802           | in den Bremer Wallanlagen Lage                | Mitte         | fünftgrößte Baumhasel in Deutschland                                                                                      |
| Blutbuche im Ichon-Park in Bremen (2021) | Blutbuche im Ichon-Park                    | Buchen (Fagus)/ Blutbuche Fagus sylvatica f. purpurea             | 6,74 m in 50 cm Höhe (2021)   | 22,50 m                    | 185 gepflanzt um 1840 (± 20) | Ichons ParkLage                               | Oberneuland   | dickste Buche Bremens |
| Bild gesucht Die Wikipedia wünscht sich an dieser Stelle ein Bild vom hier behandelten Ort. Falls du dabei helfen möchtest, erklärt die Anleitung , wie das geht. BW | Edelkastanie im Ichon-Park                 | Kastanien (Castanea)/ Edelkastanie Castanea sativa                | 5,44 m (2021)                 | 21 m                       | 125 gepflanzt um 1900 (± 20) | Ichons Park                                   | Oberneuland   | |
| Eiche auf der Eekenhöge (2019) | Eiche auf der Eekenhöge in Oberneuland     | Eichen (Quercus)/ Stieleiche Quercus robur                        | 6,17 m (2019)                 | 21 m                       | 300–450                      | auf der Eekenhöge Lage                        | Oberneuland   | dickste Eiche Bremens |
| | Eiche (12064) im Knoops Park               | Eichen (Quercus)/ Stieleiche Quercus robur                        | 5,93 m (2022)                 | 24 m                       | 245 gepflanzt um 1780 (± 20) | Knoops Park Ortsteil St. Magnus Lage          | Burglesum     | |
| | Eiche (12048) im Knoops Park               | Eichen (Quercus)/ Stieleiche Quercus robur                        | 5,10 m (2013)                 | 18 m                       | 185 gepflanzt um 1840 (± 20) | Knoops Park Ortsteil St. Magnus               | Burglesum     | |
| Bild gesucht Die Wikipedia wünscht sich an dieser Stelle ein Bild vom hier behandelten Ort. Falls du dabei helfen möchtest, erklärt die Anleitung , wie das geht. BW | Hainbuche im Bremer Bürgerpark             | Hainbuchen (Carpinus)/ Gemeine Hainbuche Carpinus betulus         | 3,45 m (2021)                 | 18 m                       | 159 gepflanzt um 1866 (± 20) | Bürgerpark                                    | Schwachhausen | |
| weitere Bilder | Horner Linde                               | Linden (Tilia)/ Sommerlinde Tilia platyphyllos                    | 6,31 m (2021)                 | 22 m                       | 600–900                      | vor der Horner Kirche Lage                    | Horn-Lehe     | ältester Baum Bremens |
| Hybrid-Pappel in den Bremer Wallanlagen (2022) | Hybrid-Pappel in den Bremer Wallanlagen    | Pappeln (Populus)/ Bastard-Schwarz-Pappel Populus ×canadensis     | 6,72 m (2022)                 | 32 m                       | 105 gepflanzt um 1920 (± 20) | in den Bremer Wallanlagen Lage                | Mitte         | einer der dicksten und höchsten Bäume Bremens                                                                             |
| Bild gesucht Die Wikipedia wünscht sich an dieser Stelle ein Bild vom hier behandelten Ort. Falls du dabei helfen möchtest, erklärt die Anleitung , wie das geht. BW | Kriech-Lärche in den Bremer Wallanlagen    | Lärchen (Larix)/ Europäische Lärche Larix decidua                 | 1,98 m (2022)                 | 4 m                        | 175 gepflanzt um 1850 (± 20) | in den Bremer Wallanlagen                     | Mitte         | ein Exemplar der Varietät Larix decidua var. repens. (Kriech-Lärche)                                                      |
| Riesenmammutbaum auf dem Riensberger Friedhof in Bremen (2020) | Mammutbaum auf dem Riensberger Friedhof    | Sequoiadendron Riesenmammutbaum Sequoiadendron giganteum          | 7,60 m (2013)                 | 32 m (2012 um 5 m gekürzt) | 150 gepflanzt um 1875        | Riensberger Friedhof Lage                     | Schwachhausen | dickster Baum Bremens; einer der höchsten Bäume Bremens, einer der dicksten Mammutbäume in Deutschland, Nationalerbe-Baum |
| | Rotbuche im Knoops Park                    | Buchen (Fagus)/ Rotbuche Fagus sylvatica                          | 5,72 m (2022)                 | 33 m                       | 227 gepflanzt 1798           | Knoops Park Ortsteil Lesum                    | Burglesum     | einer der höchsten Bäume Bremens                                                                                          |
| Bild gesucht Die Wikipedia wünscht sich an dieser Stelle ein Bild vom hier behandelten Ort. Falls du dabei helfen möchtest, erklärt die Anleitung , wie das geht. BW | Säuleneiche in den Bremer Wallanlagen      | Eichen (Quercus)/ Stieleiche Quercus robur                        | 5,09 m (2022)                 | 19 m                       | 223 gepflanzt 1802           | in den Bremer Wallanlagen                     | Mitte         | ein Exemplar der Varietät Quercus robur 'Fastigiata' (Säulen-/Pyramideneiche)                                             |
| Bild gesucht Die Wikipedia wünscht sich an dieser Stelle ein Bild vom hier behandelten Ort. Falls du dabei helfen möchtest, erklärt die Anleitung , wie das geht. BW | Schwarzkiefer im Ichon-Park                | Kiefern (Pinus)/ Schwarzkiefer Pinus nigra                        | 3,21 m (2021)                 | 24 m                       | 155 gepflanzt 1870 (± 20)    | Ichons Park                                   | Oberneuland   | |
| Bild gesucht Die Wikipedia wünscht sich an dieser Stelle ein Bild vom hier behandelten Ort. Falls du dabei helfen möchtest, erklärt die Anleitung , wie das geht. BW | Schwarznuss in den Bremer Wallanlagen      | Walnüsse (Juglans)/ Schwarznussbaum (Juglans nigra)               | 4,77 m (2022)                 | 30 m                       | 105 gepflanzt 1920 (± 20)    | in den Bremer Wallanlagen                     | Mitte         | viertdickste Schwarznuss in Deutschland                                                                                   |
| Sumpfzypresse im Allmers-Park in Bremen 2021 | Sumpfzypresse im Allmers-Park              | Sumpfzypressen (Taxodium)/ Echte Sumpfzypresse Taxodium distichum | 4,90 m (2015; in 2013 5,50 m) | —                          | —                            | Allmers Park im Rhododendron-Park Bremen Lage | Horn-Lehe     | Multi-Stamm, ein Stamm abgestorben                                                                                        |
| Bild gesucht Die Wikipedia wünscht sich an dieser Stelle ein Bild vom hier behandelten Ort. Falls du dabei helfen möchtest, erklärt die Anleitung , wie das geht. BW | Ungarische Eiche in den Bremer Wallanlagen | Eichen (Quercus)/ Ungarische Eiche Quercus frainetto              | 5,30 m (2022)                 | 24 m                       | 155 gepflanzt um 1870 (± 20) | in den Bremer Wallanlagen                     | Mitte         | drittdickste Ungarische Eiche in Deutschland                                                                              |